# Tentativa de golpe de Estado no Burundi em 1993
A tentativa de golpe de Estado no Burundi de 1993 ocorreu em 21 de outubro de 1993, quando um golpe de Estado foi tentado no Burundi por uma facção do exército dominada pelos tutsis, liderada pelo Chefe do Estado Maior, o tenente-coronel Jean Bikomagu, pelo ex-presidente Jean-Baptiste Bagaza e pelo ex-ministro do Interior François Ngeze.  A tentativa de golpe resultou no assassinato do presidente hutu Melchior Ndadaye e em várias outras vítimas.  No início de 1993, Ndadaye foi eleito pelas eleições presidenciais de 1 de junho e empossado em 10 de julho. 
Após o golpe, o Comitê de Salvação Pública (CSP) foi criado como junta governante e François Ngeze (um membro proeminente hutu da UPRONA) foi instalado como o novo presidente. Diante de ampla condenação, os líderes do Exército instaram os políticos civis a retomarem o controle.  Consequentemente, o primeiro-ministro Sylvie Kinigi (que se refugiou na embaixada francesa com outras figuras importantes do governo) foi instalado como presidente interino em 27 de outubro.
Em novembro de 2018, o governo do Burundi prendeu quatro oficiais reformados do exército, o general Celestin Ndayisaba, o coronel Gabriel Gunungu, o coronel Laurent Niyonkuru e o coronel Anicet Nahigombeye, com a intenção de acusá-los pelo assassinato de Ndadaye. 

## Antecedentes

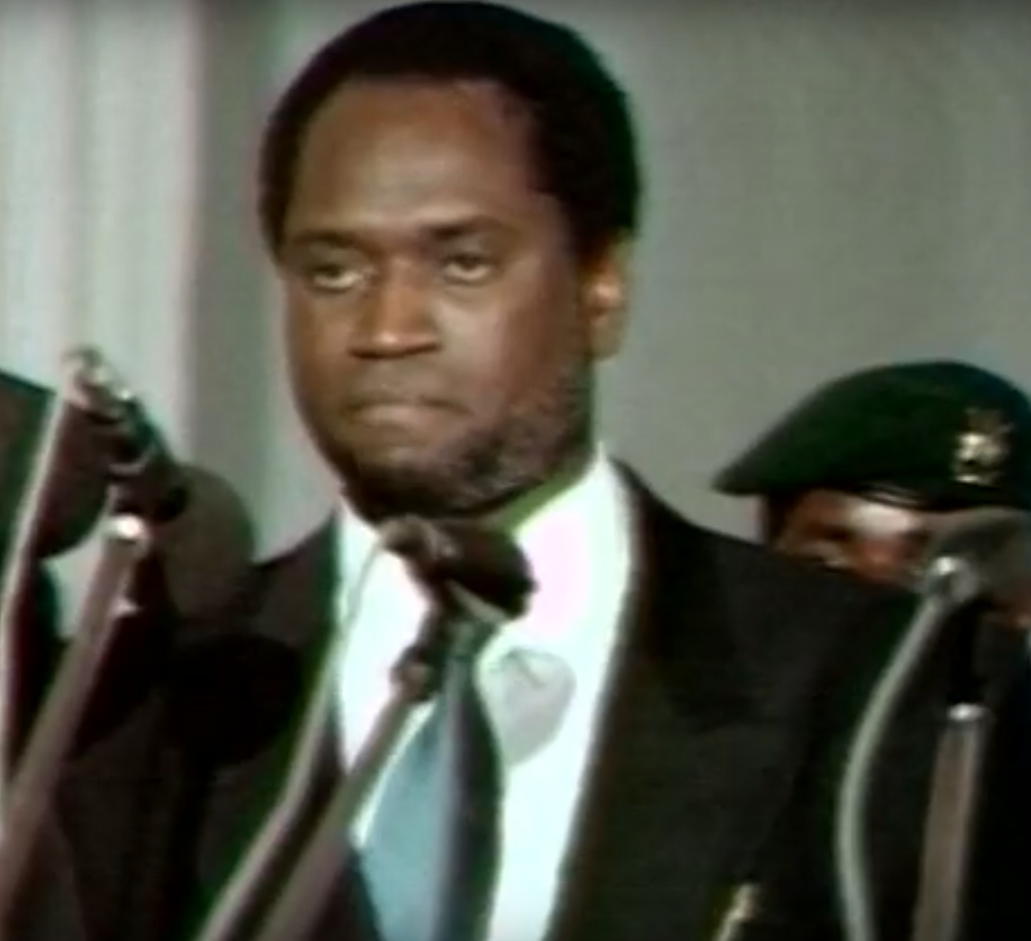
Presidente Melchior Ndadaye, em 1993.

Após anos de ditadura militar, o Burundi fez a transição para o regime democrático em 1993 e organizou eleições democráticas. Melchior Ndadaye foi eleito Presidente do Burundi nas eleições presidenciais de 1 de junho e empossado em 10 de julho. Em 19 de outubro, um oficial do exército abordou a esposa do Ministro das Comunicações Jean-Marie Ngendahayo e informou-a de que o pessoal na sede do exército estava conspirando contra o presidente.  Às 15:00 do dia 20 de outubro, o major Isaïe Nibizi, comandante do 2.º Batalhão de Comando, comandante do Acampamento Muha e oficial responsável pela segurança presidencial, informou o chefe de gabinete de Ndadaye sobre movimentos militares suspeitos.
No final da tarde, Ndadaye organizou uma reunião de gabinete em Bujumbura para marcar os primeiros cem dias de sua presidência (que haviam passado dois dias antes) e discutir o que seu governo havia realizado em comparação com as promessas de sua campanha.  No final da reunião, Ngendahayo pediu para falar em particular com Ndadaye. No escritório do presidente, Ngendahayo levantou preocupações sobre a segurança de Ndadaye. Em vez de informar o presidente sobre a vaga ameaça que sua esposa havia descoberto, disse-lhe que considerava estranho que a União para o Progresso Nacional (UPRONA), o partido de oposição dominado pelos tutsis, estivesse desaprovando a política popular do governo de permitir que milhares de refugiados burundianos retornassem ao país antes das eleições municipais de dezembro. Ngendahayo afirmou que que isso custaria a UPRONA as eleições e, portanto, a única razão pela qual eles se opunham à política é que planejavam tomar o poder por meio de um assassinato e um golpe. Também solicitou que Ndadaye considerasse um relatório anterior declarando sua segurança pessoal como inadequada. Ndadaye instruiu Ngendahayo a trazer-lhe o ministro da Defesa, o coronel Charles Ntakije. Ngendahayo consultou Ntakije em uma sala separada por telefone. O embaixador Melchior Ntamobwa, que também estava presente, disse a Ngendahayo que o coronel estava sendo informado de um conluio golpista destinado a avançar naquela noite. Depois que Ntakije encerrou a ligação, ele e Ngendahayo foram ao gabinete presidencial. 
Ntakije declarou a Ndadaye que um golpe estava sendo planejado pelo 11.º Batalhão de Blindados, que atacaria o Palácio Presidencial às 02:00 do dia 21 de outubro. Quando perguntado como ele reagiria, Ntakije disse que reuniria oficiais de confiança e organizaria uma emboscada caso o batalhão deixasse seu acampamento. Ndadaye indagou sobre o estado de Sylvestre Ningaba, um ex-coronel do exército que havia sido preso em julho por tentativa de golpe, e perguntou se ele poderia ser transferido para uma prisão diferente para que os golpistas não pudessem obter sua ajuda. Ntakije disse-lhe que isso não seria possível devido às objeções dos funcionários penitenciários à transferência de detidos durante a noite, mas garantiu ao presidente que colocaria um carro blindado adicional no Palácio Presidencial para maior segurança. Ndadaye falou sobre possibilidades de treinamento para a Guarda Presidencial antes de dispensar os dois ministros e ir para o palácio. Quando chegou, contou à esposa, Laurence, sobre o conluio golpista, mas estava bastante seguro com o que Ntakije havia lhe dito.  Ndadaye e sua esposa foram dormir, mas foi acordado por um telefonema de Bruxelas por J. Alfred Ndoricimpa, bispo metodista do Burundi, que informou o presidente dos rumores que circulavam entre os expatriados burundianos em Bruxelas sobre um golpe militar iminente.

## O golpe

### Ataque ao Palácio Presidencial
Por volta da meia-noite de 20 de outubro, os golpistas do 11.º Batalhão de Blindados partiram do Acampamento Muha em mais de uma dezena de veículos blindados e assumiram posições em torno de Bujumbura. Dentro de uma hora cercaram o Palácio Presidencial. A eles se juntaram centenas de soldados e gendarmes dos outros onze campos militares em Bujumbura, incluindo membros do 1.º Batalhão de Paraquedistas e alguns militares do 2.º Batalhão de Comando. Eles se prepararam para atacar o palácio, que era guarnecido apenas por 38 soldados da Guarda Presidencial e dois carros blindados. Pouco antes de 01:00 de 21 de outubro, Ntakije ligou para o presidente e disse-lhe que veículos blindados haviam deixado Acampamento Muha para um destino desconhecido e aconselhou-o a sair do palácio imediatamente. Ndadaye tentou contactar o capitão Mushwabure, o comandante da guarda do palácio, por telefone, mas quando ele não respondeu, foi aos jardins do palácio.  Às 01:30, os golpistas dispararam um único tiro e, pouco depois, pelo menos um veículo blindado explodiu um muro inteiro do recinto e começou a bombardear o palácio com tiros de canhão. Laurence Ndadaye levou seus três filhos para uma sala interior e os protegeu sob as mesas, embora ela e o filho fossem atingidos por estilhaços. Enquanto isso, o presidente foi disfarçado pelos guardas em uniforme militar e colocado em um de seus carros blindados no jardim, onde permaneceu pelas próximas seis horas.  Segundo o cientista político René Lemarchand, os guardas do palácio ofereceram resistência sustentada ao ataque até que vários deles desertaram devido ao crescente número de golpistas e o restante desistiu.  Dois dos golpistas teriam sido feridos por tiros quando tentaram entrar no recinto do palácio. Em contraste, Laurence Ndadaye afirmou que nenhum dos guardas resistiu ao ataque. 
Laurence Ndadaye não conseguiu contactar seu marido pelo celular e achou que ele estivesse morto. Quando Ntakije ligou para ela, foi informada que o marido estava no jardim. Laurence então fez uma série de telefonemas para o Ministro das Relações Exteriores Sylvestre Ntibantunganya, o Ministro da Agricultura Cyprien Ntaryamira, líderes da FRODEBU, governadores provinciais e o Presidente Juvénal Habyarimana de Ruanda para informá-los do golpe.  Depois de ser avisado, Ntibantunganya começou a convocar os líderes da FRODEBU em uma tentativa de reunir o governo. Às 02:10, ele contactou Ngendahayo.  Ngendahayo então telefonou para Ntakije, que informou que a situação estava sob controle. Quando Ntakije ligou de volta trinta minutos depois, o coronel disse-lhe que estava escondido e instou Ngendahayo a fugir. Ngendahayo então levou sua família em seu carro particular para a casa de Michel Ramboux, um oficial belga e amigo pessoal. 

### Tentativas de fuga dos ministros do governo
Enquanto isso, o encarregado de negócios da embaixada dos Estados Unidos, Paul Patin, acordou com o barulho de tiros. Ele ligou para o chefe de segurança de sua embaixada e pediu-lhe uma carona até a legação. Quando o oficial e um fuzileiro naval dos Estados Unidos chegaram, alguns soldados burundianos tentaram impedir sua entrada, mas logo partiram e Patin chegou à embaixada, onde telefonou para o Departamento de Estado dos Estados Unidos e informou sobre o golpe.  Às 2:45, Ntibantunganya telefonou para Patin, dizendo-lhe que o presidente estava seguro e que "a situação parece estar sob controle".  Ele também obteve as garantias de Patin de que o governo dos Estados Unidos condenaria o golpe. Por volta das 03:30, disse a Patin que estava se preparando para fugir. Desconfiado de sua guarda militar, vestiu as roupas de seu jardineiro e caminhou até a casa de um amigo, onde permaneceu escondido pelos dois dias seguintes.  Ntaryamira se escondeu na casa de seus vizinhos, que eram tutsis. Quando os soldados não o encontraram em sua própria residência, foram lá perguntando sobre seu paradeiro. A matriarca da casa disse aos soldados que Ntaryamira havia fugido pela estrada e eles partiram rapidamente. 
Enquanto isso, as esposas de Ntibantunganya e de Ntaryamira, concordando que deveriam se separar de seus maridos, buscavam segurança na casa de seu amigo Dominique Barumpozako. Os soldados foram até lá em busca deles e mataram a esposa de Ntibantunganya e seu hóspede, a quem confundiram com a esposa de Ntaryamira.  O ministro de Assuntos Internos e Desenvolvimento Comunitário, Juvénal Ndayikeza, ligou para os governadores provinciais antes de telefonar para Patin para pedir refúgio na embaixada dos Estados Unidos. Patin garantiu-lhe segurança, mas antes que Ndayikeza pudesse chegar à embaixada, foi capturado por soldados e morto.  O vice-presidente da Assembleia Nacional, Gilles Bimazubute, foi retido por soldados de sua residência. Embora fosse um tutsi, ele era um defensor do domínio da maioria e, portanto, era considerado um traidor pelos golpistas, que logo o mataram.  Quando os soldados chegaram à casa do diretor de inteligência Richard Ndikumwami, ele sacou uma pistola para se defender. Entretanto foi desarmado e baionetado na frente de sua família antes de seu cadáver ser levado para longe. O presidente da Assembleia Nacional, Pontien Karibwami, morava na antiga casa do presidente Pierre Buyoya, que foi construída com muitos recursos de segurança. Os guardas em sua casa não resistiram aos golpistas, mas os últimos não conseguiram adentrar durante uma hora até que arrombaram as portas reforçadas com uma bazuca. Karibwami foi fatalmente espancado e baionetado, e o seu corpo levado para longe. 
Os vice-primeiros-ministros Bernard Ciza e Melchior Ntahobama foram traídos por seus guardas e presos. Poucas horas depois, um jovem oficial militar os libertou e perguntou-lhes para onde queriam ir. Ciza foi levado para a embaixada francesa, enquanto Ntahobama foi levado para a casa do vice-chefe de missão da embaixada belga.  Por volta das 04:00, um técnico acordado pelos golpistas conseguiu, após algum atraso, cortar as telecomunicações entre Bujumbura e outros lugares.  Com as linhas telefônicas inoperantes, Patin decidiu procurar o Presidente Ndadaye. Ao chegar ao quartel-general do Exército do Burundi, adidos militares franceses presentes o dissuadiu de ir para o Acampamento Muha, dizendo que era muito perigoso. 
Pouco antes do amanhecer, Ngendahayo escalou o muro da residência de Ramboux e foi para a casa vizinha, que pertencia a seu irmão e também era onde o Ministro da Repatriação de Refugiados Léonard Nyangoma estava hospedado.  Por volta das 07:00, Ngendahayo telefonou para o chefe do Estado Maior do Exército, coronel Jean Bikomagu. O coronel afirmou que a situação estava "sob controle" e que Ndadye estava "em um lugar seguro".  Ngendahayo solicitou uma escolta militar para que ele pudesse ir à estação de rádio e televisão e, assim como Ministro das Comunicações, informar o país sobre tal. Bikomagu disse que retornaria a ligação e enviaria uma escolta quando possível.

### Morte de Ndadaye
Por volta das 7:00, soldados invadiram o Palácio Presidencial e encontraram Laurence Ndadaye e seus filhos. Ordenaram-lhes que saíssem para encontrar abrigo em um carro blindado. Depois de trinta minutos evitando o tiroteio, alcançaram um dos dois carros, que não ligavam. Assim, rapidamente se reuniram com o Presidente Ndadaye, que estava no outro veículo blindado. A família considerou escalar o muro perimetral para ir ao hotel vizinho Le Méridien, mas descobriu que o palácio estava completamente cercado por golpistas.  Sob a direção do capitão Mushwabure, Ndadye decidiu ser levado com sua família para o Acampamento Muha. Às sete e meia, saíram em seu carro blindado e seguidos pelos veículos dos golpistas. Ao chegar à base às 8:00, o carro deles foi cercado pelos golpistas do 1.º Batalhão.  Ndadaye foi levado pelo coronel Bikomagu para uma reunião com outros oficiais superiores do exército.  Cerca de uma hora depois, retornou com o Secretário de Estado para a Segurança, Coronel Lazare Gakoryo, tendo alcançado um acordo verbal com os oficiais. Ndadaye entrou novamente no carro blindado com Gakoryo para finalizar sua compreensão por escrito, mas quando o secretário de Estado retirou-se, os soldados do veículo começaram a gritar para que o presidente saísse. Depois disso, Bikomagu acalmou o grupo e Ndadaye pediu aos soldados que negociassem pacificamente com ele. 
Os soldados começaram a se aproximar do presidente e Bikomagu os instruiu a deixar sua família partir, uma vez que "não tinham interesse" para eles. Um motorista recebeu ordens para levar a a família embora e, sob a direção de Laurence, o soldado os levou à embaixada francesa, onde foram autorizados a se refugiar. Bikomagu então apontou para o presidente Ndadaye e disse aos golpistas: "Ele é quem você estava procurando. Aqui está ele. Faça o que quiser com ele".   Ndadaye foi posto em um jipe e o levaram ao acampamento do 1.º Batalhão de Paraquedistas nas proximidades, seguido de perto por Bikomagu, Gakoryo e o Major Nibizi.  O presidente foi levado para um escritório onde dez oficiais subalternos - designados especificamente para a tarefa - o mataram. Um relatório do legista descobriu mais tarde que Ndadaye foi pendurado por uma corda em volta do pescoço, enquanto os soldados o golpearam com baionetas catorze vezes. Metade dos ferimentos penetraram em seu tórax e o sangramento subsequente encheu seus pulmões, matando-o.  Os soldados então cavaram uma vala comum no centro do campo, onde enterraram Ndadaye, Karibwami, Bimazubute, Ndayikeza e Ndikumwami. Depois de várias horas, os soldados perceberam que a opinião internacional desaprovaria fortemente esse tratamento aos corpos, então os exumaram e permitiram que os familiares os recolhessem. 
Enquanto isso, por volta das 7h30, Ngendahayo ligou para Bikomagu. Bikomagu afirmou que estava com Ndadaye, mas que o presidente não poderia falar devido à presença de soldados hostis do lado de fora e desligou rapidamente. Ngendahayo, seu irmão e Nyangoma suspeitaram que Bikomagu estivesse mentindo e, pressentindo que ele poderia ter enviado tropas para matá-los, fugiram para o armazém do empresário belga Michel Carlier. Carlier os escondeu no armazém, e Ngendahayo conseguiu contactar o chefe de gabinete de Ndadaye por telefone celular. Disse-lhes que o presidente estava morto e que Ngendahayo, como ministro das Comunicações, deve informar o público. Depois, dois técnicos da estação de rádio telefonaram para ele, dizendo que, embora não pudessem transmitir um discurso através de sua própria estação, tinham uma conexão telefônica em funcionamento com a Rádio Ruanda.  Ngendahayo conseguiu enviar a seguinte mensagem para a Rádio Ruanda:
Não sei ao certo o destino do Presidente Ndadaye neste momento. O que sei é que, vivo ou morto, ninguém interromperá o processo democrático no Burundi. O povo decidiu escolher a liberdade. A roda da história está avançando. Por isso, exorto aos representantes do mundo livre para resgatar a nação do Burundi e sua democracia. E apelo especialmente aos países francófonos para que ajudem, porque na recente cúpula francófona da qual o Presidente Ndadaye participou, destacaram as virtudes da democracia. Espero que eles liderem esse processo no Burundi. E apelo a todos os burundianos que lutem pela democracia onde quer que estejam.
A mensagem foi transmitida repetidamente pela Rádio Ruanda durante todo o dia em francês e Kirundi. Ngendahayo, seu irmão, e Nyangoma então pegaram um dos carros da empresa de Carlier e chegaram à embaixada francesa.  O ministro da Saúde, Jean Minani, estava em Kigali no momento do golpe e confirmou à mídia internacional a morte do presidente, dizendo na Rádio Ruanda: "Os ditadores mataram Ndadaye".  Ele pediu por uma intervenção armada internacional para proteger o governo civil.

## Análises
O cientista político Filip Reyntjens descreveu o golpe como "a mais bem sucedida tomada de poder militar fracassada" na história da África.  Os jornalistas Zdenek Červenka e Colin Legum afirmaram que "em termos militares, o golpe foi um sucesso. O exército predominantemente tutsi ainda [detinha] poder efetivo. No entanto, em termos políticos, as ações dos militares extremistas foram um fracasso abismal, haja vista falhou em seu principal objetivo de substituir o governo democraticamente eleito". 